# 요한 하인리히 알스테드

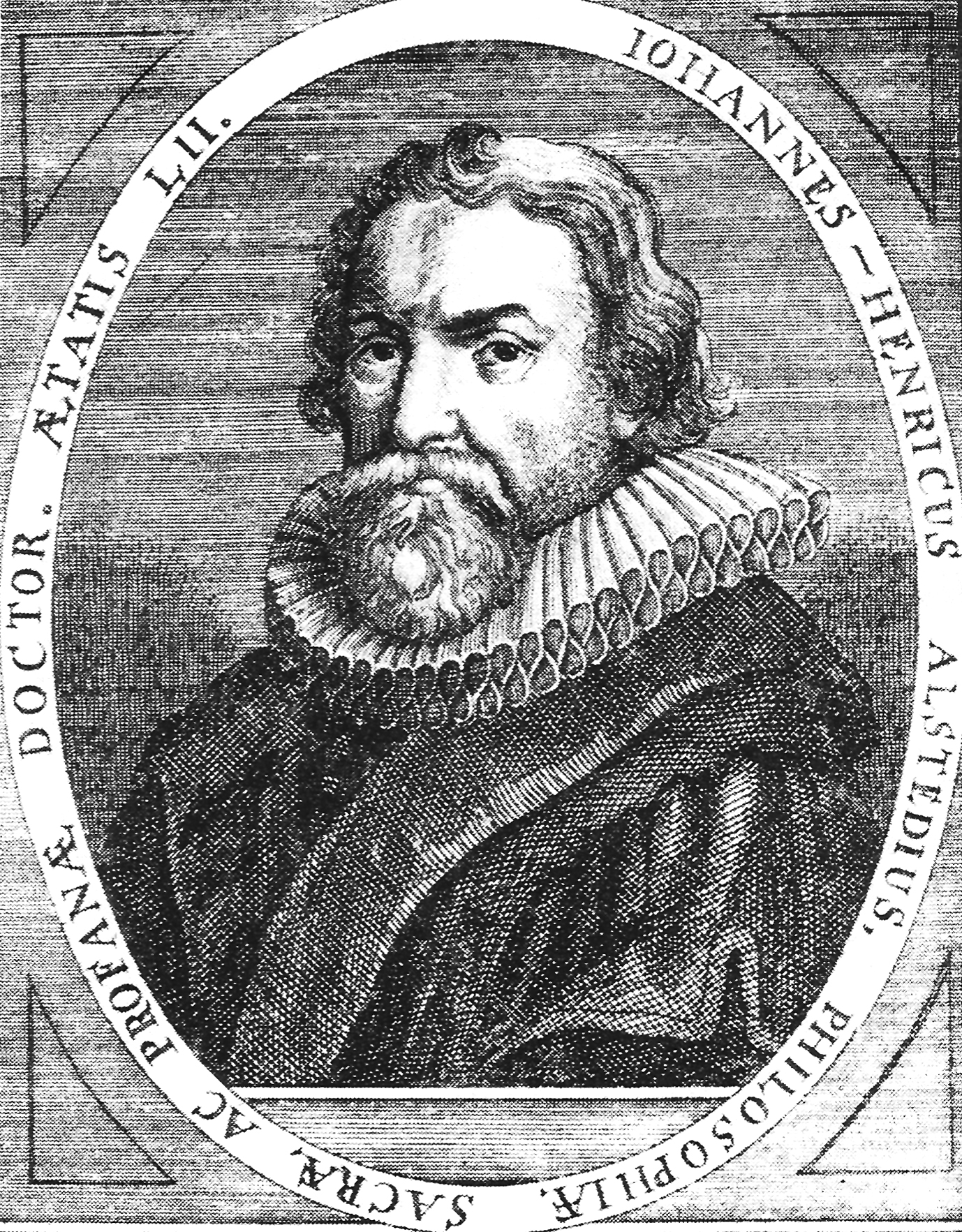
요한 하인리히 알스테드

요한 하인리히 알스테드(독일어: Johann Heinrich Alsted; 1588-1638) 백과사전의 아버지라고 불린다. 독일 태생으로 트란실바니아 작센인 칼빈주의 목회자였다.
《7가지의 서로 다른 백과사전》(Encyclopaedia. Septem tomis distincta)이라는 저서로 명성을 날렸고, 그는 특히 뉴잉글랜드 지역의 코튼 매더의 평에 의하면, 이 책을 통해 모든 간단한 업무를 할 수 있다고 주장했다. 4권의 책으로 되어 있으며, 요약 정리된 짧은 문장으로 연속적으로 번호가 달린 구절로 구성되었다. 이러한 내용은 유럽인들이 고찰하거나 발견했던 모든 것을 정리한 것이었다. 500명 이상의 저자가 집필에 참여했으며, 아리스토텔레스부터 제임스 1세에 이르기까지, 토마스 아퀴나스, 요하네스 스코투스 에리우게나와 중세 신학과 중세 과학에 이르기까지 풍부한 지식을 소개하였다. (17세기 뉴잉글랜드의 지성 103쪽)

## 같이 보기
- 위키백과
- 요하네스 알투지우스